# Stanislao Nievo
(Stanislao Nievo, Barca Solare)
Stanislao Nievo (Milano, 30 giugno 1928 – Roma, 13 luglio 2006) è stato uno scrittore, poeta, giornalista, regista, traduttore e conduttore radiofonico italiano.

## Biografia
Era il secondo dei quattro figli di Antonio, proprietario di una fabbrica di bottoni, e della nobile Xavierine Nasalli Rocca. Da entrambi i genitori poteva vantare un parentado illustre in ambito culturale: per parte di padre discendeva da Erasmo di Valvasone, Ciro di Pers, Ermes di Colloredo e Ippolito Nievo; per parte di madre da Joseph e Xavier de Maistre.
A causa della grande depressione del 1929 l'impresa familiare entrò in crisi, sicché i Nievo si trasferirono a Borgo Montello, nell'agro Pontino. Vi rimasero sino al 1946, inframmezzandovi però alcuni soggiorni a Roma e nel castello di Colloredo di Monte Albano, di cui erano proprietari.
Dopo il liceo classico, a partire dal periodo degli studi non conclusi, prima in Scienze naturali (Facoltà di Agraria) all'Università degli Studi di Perugia, poi in Biologia alla Sapienza - Università di Roma, Stanislao fece diversi viaggi all'estero, dall'Europa centrale al profondo Nord, svolgendo svariati mestieri: scaricatore portuale, mozzo su una nave, raccoglitore di frutta, operaio metallurgico e insegnante d'italiano.
Verso la metà degli anni cinquanta iniziò l'attività giornalistica. Collaborò come inviato del «Giornale d'Italia», un'attività che poi lo portò a collaborare per diversi quotidiani, tra cui «la Repubblica» (1976), «La Stampa» (1978), «Il Tempo» (dal 1987 al 1990), «L'Indipendente» (1994) e «Il Giornale».
Durante questo periodo scrisse diversi romanzi, racconti e poesie, e con i romanzi Il prato in fondo al mare e Le isole del Paradiso si aggiudicò, rispettivamente, il Premio Campiello nel 1975  e il Premio Strega nel 1987. Molto espressive sono le sue raccolte di poesie tratte da brani letterari: Viaggio verde (1976), Canto di pietra (1989), e l'ultima Barca solare (2001).
Lo scrittore si cimentò anche nelle traduzioni di Kipling e Defoe; fu il curatore di E Dio creò le grandi balene, un'antologia di poesie e racconti sulle balene scritti in ogni tempo e paese e tradotti in italiano. Ha lavorato anche nella radio, come conduttore di rubriche radiofoniche per la Rai dal 1979 al 1985.
Fu anche regista di due lungometraggi: Mal d'Africa (1967) e Germania, sette donne a testa (1972). In precedenza collaborò alla realizzazione di Mondo cane (1962) di Jacopetti, Cavara e Prosperi e di Africa addio (1966) di Jacopetti e Prosperi.
Nievo, amante della natura, verso la quale nutriva un grande rispetto, con un'innata propensione a confrontarsi giorno per giorno, è stato uno dei soci fondatori del WWF e della "Foresta Ideale". Essendo pronipote dello scrittore Ippolito Nievo, autore de Le confessioni di un italiano, ha presieduto per molti anni la Fondazione Ippolito Nievo. Ha inoltre ideato il progetto dei Parchi Letterari.
Nel 2003 gli è stato conferito il Premio Eugenio Montale per il giornalismo di viaggio.

## Opere principali

### Romanzi
- Il prato in fondo al mare 1974
- Aurora  1979
- Palazzo del silenzio 1984
- Le isole del paradiso  1987
- La balena azzurra  1991
- Il sorriso degli dei   1997
- Mater Matuta 1998
- Aldilà   1999
- Gli ultimi Cavalieri dell'Apocalisse  2004
- Le Tre Anime. Chi siamo. Da dove veniamo. Dove andiamo. Stanislao Nievo, Umberto Di Grazia, Mario Bruschi. 2001

### Racconti
- Il padrone della notte  1976
- Il cavallo nero   1990
- Tempo del sogno 1993

### Poesie
- Viaggio verde 1976
- Canto di pietra  1988
- Barca solare  2001

### Traduzioni
- Rudyard Kipling, Capitani coraggiosi, Firenze, Giunti-Marzocco, 1988.
- E Dio creò le grandi balene: antologia di testi poetici e non, a cura di S. Nievo e Greg Gatenby, Milano, Mondadori, 1991.
- Daniel Defoe, Robinson Crusoe, Firenze, Giunti, 1991.

## Filmografia

### Regista
- Mal d'Africa (1968)
- Germania 7 donne a testa, co-regia con Paolo Cavallina (1970)

### Sceneggiatore
- Mal d'Africa, regia di Stanislao Nievo (1968)
- La balena azzurra, regia di Alessandro Cavalletti (1996)

### Direttore di produzione
- Africa addio, regia di Gualtiero Jacopetti e Franco Prosperi (1966)